# Dar Yasin
Dar Yasin (* 1973, Kašmír) je indický fotograf a novinář. Byl jedním ze tří fotožurnalistů z Associated Press, kteří v roce 2020 vyhráli Pulitzerovu cenu za fotografie ze zásahu Indie proti Kašmíru.

## Životopis
Dar se narodil v roce 1973 v Kašmíru v Indii. Vystudoval bakalářskou informatiku a technologii z jižní Indie. Žije ve Srinagaru.

## Dílo
Dar Yasin se rozsáhle zabýval fotografické dokumentaci konfliktu v Kašmíru a příběhům lidí vysídlených po zemětřesení v jižní Asii a jeho následcích fungování autobusové trasy mezi rozděleným Kašmírem. Dokumentoval také afghánskou válku, afghánské uprchlíky a uprchlickou krizi Rohingů. Nyní (2020) pracuje v Associated Press.

## Ocenění
Vyhrál v několika soutěžích, například NPPA's Best of Photojournalism, POYi a Atlanta Photojournalism Seminar. Získal Ramnath Goenka Excellence in Journalism Awards, National Headliner Awards a Sigma Delta Chi Award. Byl součástí týmu AP, který získal cenu Hal Boyle Award a cenu Roberta F. Kennedyho za fotografickou dokumentaci krize Rohingů. V roce 2019 také vyhrál cenu Yannis Behrakis International Photojournalism Award.
V roce 2020 získali Dar Yasin, Mukhtar Khan a Channi Anand Pulitzerovu cenu za fotografii pro rok 2020 za tvrdý zákrok Indie v Kašmíru.